# Provinz Carchi
Die Provinz Carchi (span. Provincia de Carchi) ist eine Provinz in Ecuador, in der auf rund 3800 km² etwa 170.000 Menschen leben. Provinzhauptstadt ist Tulcán.

## Lage
Carchi ist die nördlichste Provinz im ecuadorianischen Andenhochland. Sie grenzt im Süden an Imbabura, im Westen an Esmeraldas, im Osten an Sucumbíos und im Norden an Kolumbien. Von Norden nach Süden durchquert die Panamericana die Provinz.

## Geschichte
Am 19. November 1880 wurde die Provinz Veintemilla gegründet. Namensgeber war General Ignacio de Veintemilla, 1876–1883 Präsident von Ecuador. Das Gebiet war zuvor Teil der Provinz Imbabura. Am 23. April 1884 erhielt die Provinz ihren heutigen Namen, der sich vom Fluss Río Carchi ableitet.
Entwicklung der Einwohnerzahl der Provinz Carchi bei landesweiten Volkszählungen zum jeweiligen Gebietsstand:
| Jahr                    | Einwohner | +/-    |
| ----------------------- | --------- | ------ |
| 1950                    | 76.595    | –      |
| 1962                    | 94.649    | 23,6 % |
| 1974                    | 120.857   | 27,7 % |
| 1982                    | 127.779   | 5,7 %  |
| 1990                    | 141.482   | 10,7 % |
| 2001                    | 152.939   | 8,1 %  |
| 2010                    | 164.524   | 7,6 %  |
| 2022                    | 172.828   | 5 %    |
| Datenherkunft: Wikidata |           |        |

## Politik
Wenn auch nicht so stark wie in Sucumbíos, so leidet doch auch Carchi gelegentlich unter dem bewaffneten Konflikt im benachbarten Kolumbien, da Kämpfer von Guerillagruppen wie der FARC vermehrt Unterschlupf jenseits der Grenze suchen und auch dort zum Teil aktiv sind.

## Kantone

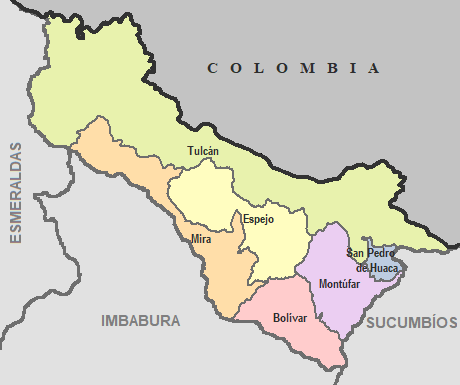
Lage der Kantone

Die Provinz Carchi ist derzeit in sechs Kantone untergliedert. Diese sind (in der Reihenfolge ihrer Einrichtung):
| Name               | Hauptort    | Einwohner 2022 | Einwohner 2010 | Fläche [km²] | Bev.-Dichte [Ew./km²] | Gründung |
| ------------------ | ----------- | -------------- | -------------- | ------------ | --------------------- | -------- |
| Tulcán             | Tulcán      | 92.375         | 86.498         | 1.815        | 51                    | 1851     |
| Montúfar           | San Gabriel | 29.590         | 30.511         | 381          | 78                    | 1905     |
| Espejo             | El Ángel    | 14.522         | 13.364         | 568          | 26                    | 1934     |
| Mira               | Mira        | 12.727         | 12.180         | 584          | 22                    | 1980     |
| Bolívar            | Bolívar     | 15.677         | 14.347         | 360          | 44                    | 1985     |
| San Pedro de Huaca | Huaca       | 7.937          | 7.624          | 76           | 104                   | 1995     |